# Stade Abdelaziz-Chtioui
Le stade Abdelaziz-Chtioui (arabe : ملعب عبدالعزيز شتوي) est un stade sportif multidisciplinaire de La Marsa (Tunisie).
Il accueille les matchs de l'Avenir sportif de La Marsa. Sa capacité d'accueil est de 7 000 spectateurs.
L'emplacement du stade a failli accueillir une galerie marchande,.